# ساينتس رو 4
سينتس رو 4 (بالإنجليزية: Saints Row IV)‏ هي لعبة فيديو من نوع عالم مفتوح وأكشن-مغامرات من تطوير فوليشن ونشر ديب سيلفر. صدرت في 20 أغسطس، 2013 في أمريكا الشمالية و23 أغسطس، 2013 في أوروبا تبعها إصدار حول العالم بعد ثلاثة أيام، اللعبة صدرت على البلاي ستيشن 3 والإكس بوكس 360 والمايكروسوفت ويندوز. ساينتس رو IV هي الإصدار الرابع ضمن سلسلة ساينتس رو، بعد إصدار Saints Row: The Third في 2011. كحال الأجزاء السابقة، يتحكم اللاعب بقائد عصابة Third Street Saints، الذي يصبح رئيس الولايات المتحدة. اللعبة تعود إلى مدينة Steelport من الجزء الثالث، والتي أعيد تصميمها لتصبح نسخة ديستوبيا مستقبلية مع عناصر من واشنطن العاصمة. تقع أحداث اللعبة بعد خمس سنوات من الجزء الثالث، مركزة على قتال الساينتس لتهديد أكثر خطورة من العصابات العادية: الفضائيين.